# باولا زانكاني مونتورو
باولا زانكاني مونتورو (بالإيطالية:Paola Zancani Montuoro) (27 فبراير 1901، نابولي، إيطاليا - 14 أغسطس 1987، سانت أنجلو، إيطاليا) باحثة كلاسيكية، وعالمة آثار، ومعلمة، وكاتبة إيطالية متخصصة في الفن اليوناني القديم، شاركت في عام 1934 مع أومبرتو زانوتي بيانكو في ترميم الآثار حول بومبي، وشرعت في أعمال التنقيب في فوشي ديل سيلي حيث كشفت عن ملاذ هيرا. في عام 1960 قامت بالتحقيق في المواقع القديمة في سيباريس، و فرانكافيلا ماريتايم في ماجنا غراسيا، كما أنها كانت عضوًا نشطًا في أكاديمية لينسيان منذ عام 1956، وايضا عملت كمراسلة ومحررة.  